# Wenchi

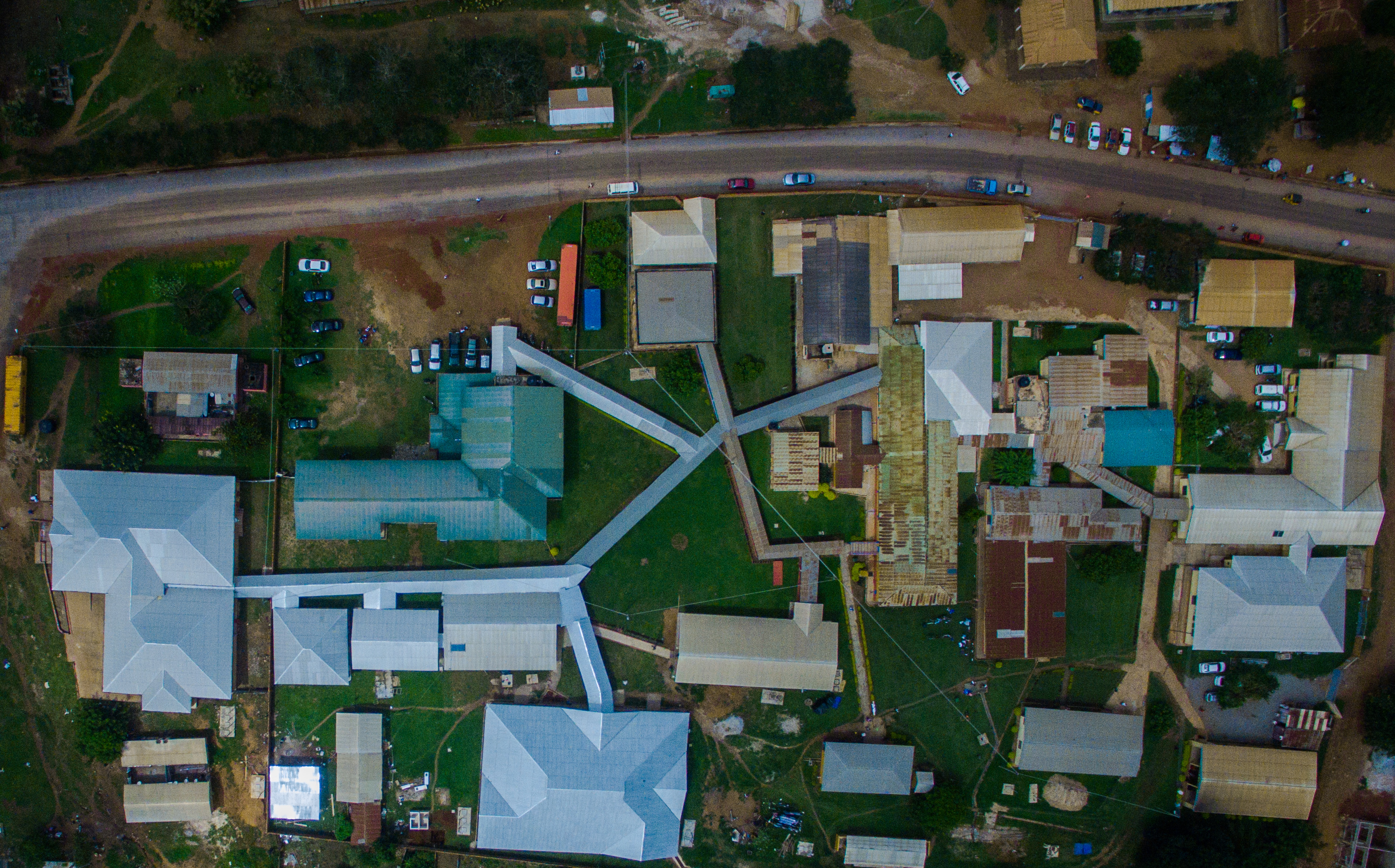
Flygbild på Wenchi

Wenchi är en ort i västra Ghana. Den är huvudort för distriktet Wenchi, och folkmängden uppgick till 32 950 invånare vid folkräkningen 2010.